# Banc Ceannais agus Údarás Seirbhísí Airgeadais na hÉireann
A Banc Ceannais agus Údarás Seirbhísí Airgeadais na hÉireann (magyarul: Írország Központi Bankja és Pénzügyi Szolgáltatás Ellenőrző Hivatala), az euró bevezetése után jött létre, a Banc Ceannais na hÉireann (magyarul: Írország Központi Bankja) átszervezése során. A BCÉ felelt a korábbi ír valuta, az ír font kibocsátásáért. A bank a Központi Bankok Európai Rendszerének tagja, és a közös valuta bevezetése óta a szerepköre nagyban csökkent.
A bankot 1943-ban alapították Banc Ceannais na hÉireann néven, és 1972. január 1-je óta az ír kormány bankára, mely szerepét a "Központi Bankról Szóló Rendelet" (1971/XXIV. r.) szabályozza. Ez a lépés hozta meg a banknak az átmenetet a központi banki szerepkörbe. Új nevét 2003-ban kapta az átszervezéseket követően, hogy az jobban tükrözze a gazdaságban betöltött új szerepét.
A BCÉ előtt a Bank of Ireland (magyarul: Írország Bankja) volt a kormány bankára, és napjainkban is az ország egyik meghatározó bankja.
A BCÉ székhelye Írország fővárosában, Dublinban a Dame Streeten található, míg a pénzverde Sandyfordban. 